# Världsmästerskapen i bordtennis 2024
Världsmästerskapen i bordtennis 2024 hölls i Busan i Sydkorea mellan den 16 och 25 februari 2024. Kvartsfinalisterna i mästerskapet kvalificerade sig för olympiska sommarspelen 2024.

## Medaljörer
| Gren                             | Guld                                                            | Silver                                                                       | Brons                                                                           |
| Herrarnas lagtävling Detaljer... | Kina Fan Zhendong Wang Chuqin Ma Long Liang Jingkun Lin Gaoyuan | Frankrike Félix Lebrun Alexis Lebrun Simon Gauzy Jules Rolland Lilian Bardet | Sydkorea Jang Woo-jin Lim Jong-hoon Lee Sang-su An Jae-hyun Park Gyu-hyeon      |
| Herrarnas lagtävling Detaljer... | Kina Fan Zhendong Wang Chuqin Ma Long Liang Jingkun Lin Gaoyuan | Frankrike Félix Lebrun Alexis Lebrun Simon Gauzy Jules Rolland Lilian Bardet | Taiwan Lin Yun-ju Kao Cheng-jui Chuang Chih-yuan Feng Yi-hsin Huang Yan-cheng   |
| Damernas lagtävling Detaljer...  | Kina Sun Yingsha Wang Yidi Chen Meng Wang Manyu Chen Xingtong   | Japan Hina Hayata Mima Ito Miwa Harimoto Miu Hirano Miyuu Kihara             | Frankrike Jia Nan Yuan Prithika Pavade Camille Lutz Audrey Zarif Charlotte Lutz |
| Damernas lagtävling Detaljer...  | Kina Sun Yingsha Wang Yidi Chen Meng Wang Manyu Chen Xingtong   | Japan Hina Hayata Mima Ito Miwa Harimoto Miu Hirano Miyuu Kihara             | Hongkong Zhu Chengzhu Doo Hoi Kem Lam Yee Lok Ng Wing Lam Lee Ho Ching          |

## Medaljtabell
*   Värdland ( Sydkorea)
| Nr                  | Nation              | Guld | Silver | Brons | Totalt |
| ------------------- | ------------------- | ---- | ------ | ----- | ------ |
| 1                   | Kina                | 2    | 0      | 0     | 2      |
| 2                   | Frankrike           | 0    | 1      | 1     | 2      |
| 3                   | Japan               | 0    | 1      | 0     | 1      |
| 4                   | Hongkong            | 0    | 0      | 1     | 1      |
| 4                   | Kinesiska Taipei    | 0    | 0      | 1     | 1      |
| 4                   | Sydkorea*           | 0    | 0      | 1     | 1      |
| Totalt (6 nationer) | Totalt (6 nationer) | 2    | 2      | 4     | 8      |